# Pandemia de COVID-19 em Madagascar
A pandemia de coronavírus de 2020 teve sua chegada em Madagascar confirmada em março de 2020.

## Medidas
Pelo menos 2 cidades implementaram fechamento de suas fronteiras. O governo federal anunciou a suspensão de todos os vôos por 30 dias a partir de 24 de março.
Em função da crise o fluxo de turistas para a região reduziu drasticamente causando sérios problemas para a industria do turismo local. O Banco Central de Madagascar injetou centenas de bilhões de Ariary no sistema bancário para compensar o estrago causado pelo COVID-19.
Em 21 de abril de 2020, o presidente de Madagascar, Andry Rajoelina, lançou oficialmente uma "cura" para o coronavírus chamada "Covid-Organic". Desenvolvido pelo Instituto de Pesquisa Aplicada de Madagascar (MIAR), o chá de ervas foi feito com artemisia e outras ervas de origem local. Os soldados foram despachados para distribuir lotes de "Covid-Organic", com o coronel Willy Ratovondrainy anunciando na televisão estatal que o chá "fortaleceria a imunidade". No entanto, a Academia Nacional de Medicina de Madagascar (ANAMEM) manifestou seu ceticismo, enquanto a Organização Mundial da Saúde (OMS) alertou que não havia provas de cura para o coronavírus no momento do lançamento da Covid-Organic. A União Africana iniciou discussões com o governo malgaxe para testar a segurança e a eficiência da droga.

## Linha do tempo
Em 20 de março, os 3 primeiros casos de COVID-19 em Madagascar foram divulgados, tratando-se de três mulheres que testaram positívo após testes realizados no Instituto Pasteur.